# داغني
داغني (بالنرويجية البوكمول: Dagny Norvoll Sandvik)‏ هي مغنية نرويجية، ولدت في 23 يوليو 1990 في ترومسو في النرويج.

## وصلات خارجية
- الموقع الرسمي
- داغني على موقع IMDb (الإنجليزية)
- داغني على موقع ميوزك برينز (الإنجليزية)
- داغني على موقع أول ميوزيك (الإنجليزية)
- داغني على موقع أول ميوزيك (الإنجليزية)
- داغني على موقع ديسكوغز (الإنجليزية)
- داغني على موقع ديسكوغز (الإنجليزية)